# 斯帕斯 (科洛梅亞區)

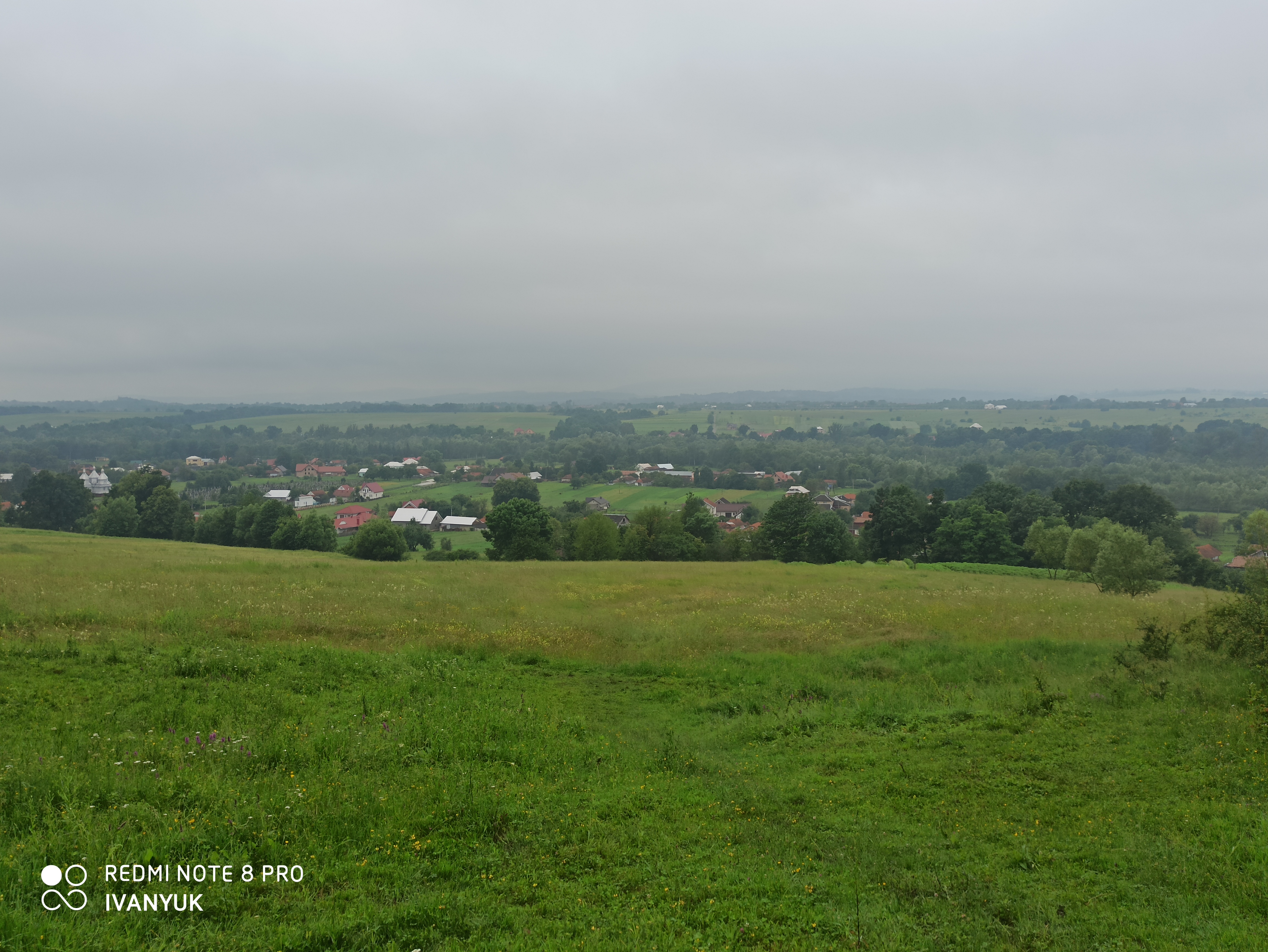
从修道院看到的景色

斯帕斯（羅馬化：Spas）是乌克兰西部伊万诺-弗兰科夫斯克州科洛梅亞區韋爾比日市鎮的村庄，坐落於皮斯季尼卡河畔。

## 历史
伊斯帕斯在1433年作为一个村庄首次在书面文献中被提及。

## 著名居民
- 伊萬·貝茹克（1922年—1948年），烏克蘭反抗軍騎士